# Литосол
За градску четврт Новог Сада, видети: Камењар (насеље)
Литосол или камењар спада у групу неразвијених или слабо развијених земљишта. Грађа профила је (A)-C или R, што значи да имају иницијални слабо развијени хоризонт и растресити дио матичног супстрата односно чврсту стену. То је земљиште у којем преовладавају фракције скелета, тј. камена и шљунка. Потиче од ријечи литос - камен и солум - земљиште. Образује се на магматским стенама, оне у процесу механичког распадања дају дробину камена. Дубина ових земљишта није већа од 20 цм.